# Kościół Matki Bożej Pocieszenia w Krakowie
Kościół Matki Bożej Pocieszenia – rzymskokatolicki kościół parafialny znajdujący się w Krakowie, w dzielnicy XVIII Nowa Huta przy ul. Bulwarowej 15a, w Nowej Hucie.
W dniu 29 sierpnia 1999 roku kardynał Franciszek Macharski erygował w Krakowie nową parafię noszącą wezwanie Matki Bożej Pocieszenia a powierzoną księżom pallotynom.
Budowę kościoła parafialnego rozpoczęto 5 listopada 2001. W czerwcu 2022 konsekracji świątyni dokonał metropolita krakowski abp Marek Jędraszewski.
Świątynia ma nietypowy kształt. Nie jest budowana na planie krzyża łacińskiego czy greckiego, jak jest to najczęściej spotykane, ale na planie jednego z najwcześniejszych symboli chrześcijańskich – ryby. Projektował ją Witold Cęckiewicz. Wnętrze projektowała Jolanta Kłosowska.
W ołtarzu głównym kościoła umieszczona została kopia obrazu Matki Bożej Pocieszenia z Pasierbca.
Obraz Matki Bożej Pocieszenia z Pasierbca namalowany przez ludowego artystę, ufundował Jan Matras, żołnierz armii austriackiej, jako wotum wdzięczności za ocalenie życia w bitwie pod Rastadt w roku 1793. Ślub spełnił w 1822 roku, budując w Pasierbcu kaplicę.
Przed kościołem, 7 sierpnia 2022 odsłonięto pomnik-ławeczkę kard. Franciszka Macharskiego. Projektantem pomnika jest profesor krakowskiej ASP Mieszko Tylka.
Wysoki krzyż zamontowano przed kościołem w 2010. Jest to krzyż z ołtarza na Błoniach zbudowanego z okazji VI pielgrzymki Jana Pawła II do Polski, w 1997.

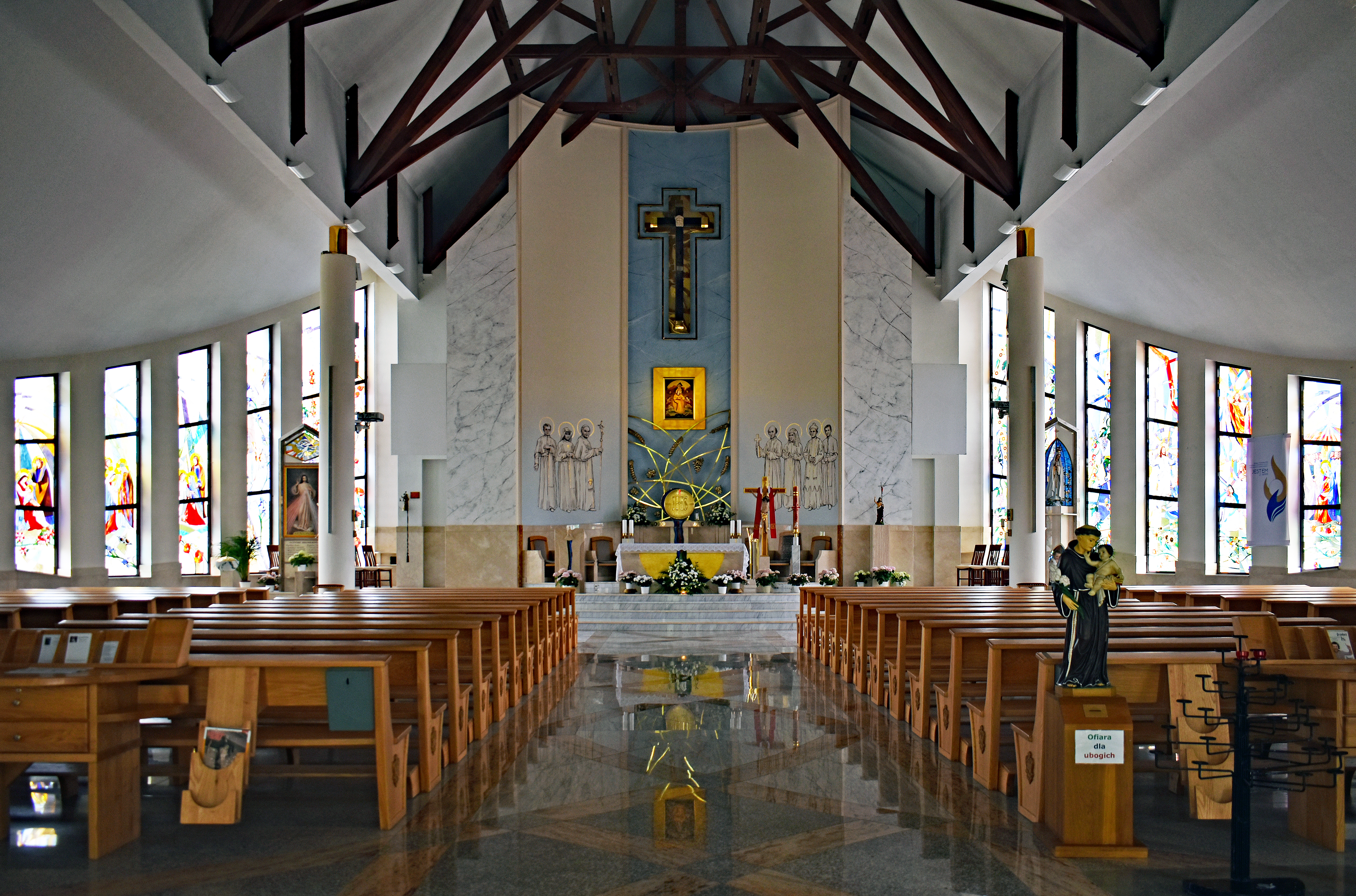
Wnętrze kościoła
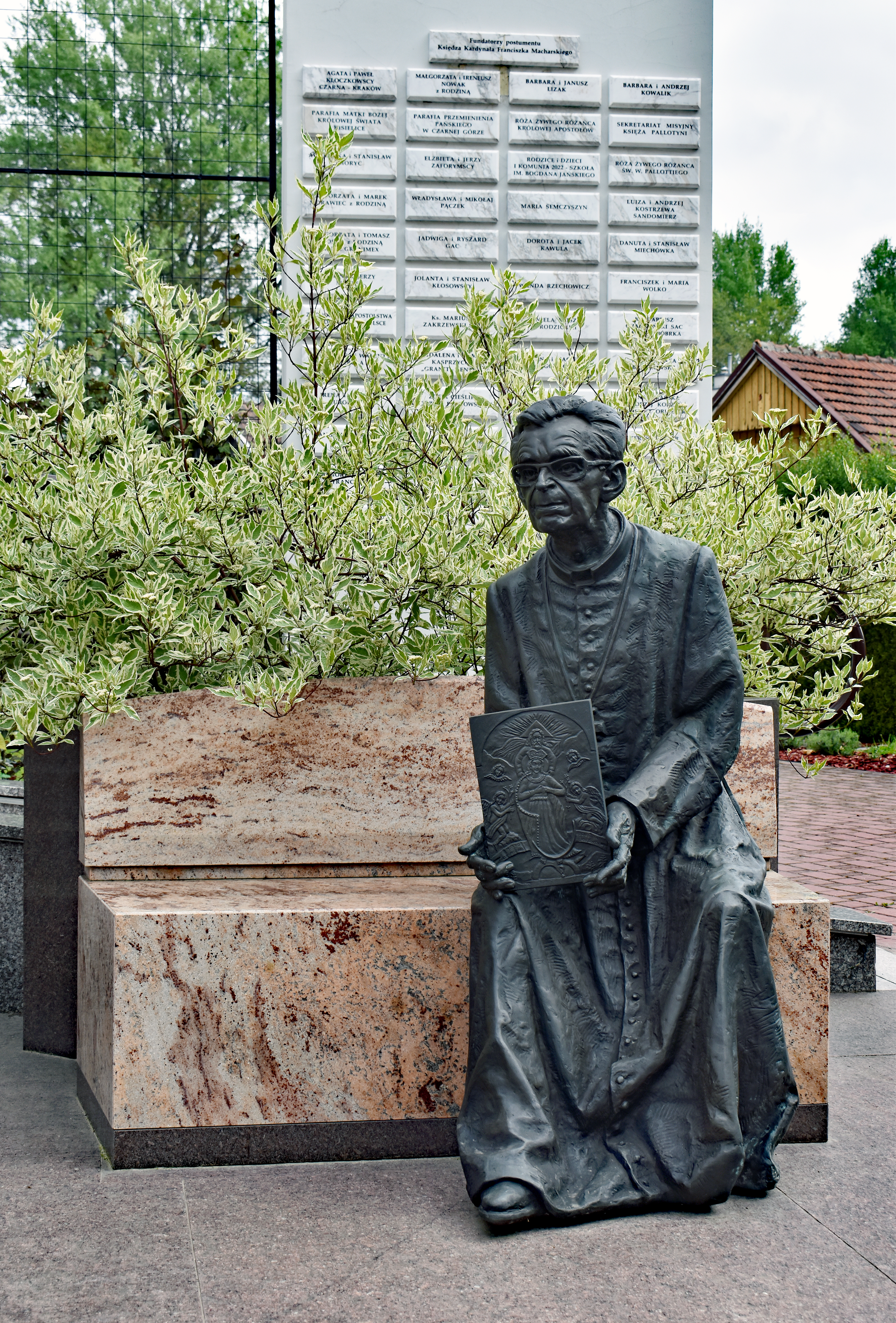
Pomnik-ławeczka kard. Franciszka Macharskiego przed kościołem